# ボリノスタット
ボリノスタット（Vorinostat）は、別名：スベロイルアニリドヒドロキサム酸（スベロイル+アニリド+ヒドロキサム酸、SAHA）として知られる化合物である。
ヒストン脱アセチル化酵素（HDAC）阻害薬であり、広くエピジェネティクな活性を有する。商品名ゾリンザ。
他剤治療抵抗性・再発性の皮膚T細胞性リンパ腫（CTCL）への効果が期待される。日本における効能・効果は、「皮膚T細胞性リンパ腫」である。
またボリノスタットはHIV-1に感染した静止期のCD4+T細胞からHIV遺伝子を「放り出し」、プロウイルス状態でのHIV-1の潜伏を阻止できることが示された。

## 承認
ボリノスタットは最初のHDAC阻害薬
として米国で2006年10月6日に、日本で2011年7月1日に承認を取得した。
一方で、急性骨髄性白血病の第II相臨床試験では有効性を示すことができなかった。

## 作用機序
ボリノスタットはHDACの活性中心に結合し、同部位にある亜鉛イオンをキレート化する。
HDACが阻害されることでアセチル化されたヒストンなどの蛋白質が蓄積する。その中には、細胞の分化を決定づけるのに必要な因子も含まれている。その因子の高発現の結果、脱分化（=癌化）が抑制される。

## 発見の経緯
1971年にジメチルスルホキシドが赤白血病の赤血球系異常幼若細胞を分化させることが発見され、分子探索の結果、スベロイルアニリドヒドロキサム酸（SAHA）が発見された。

## 臨床試験
ボリノスタットはCTCLの近縁であるセザリー症候群の治療にも用いられる。
多形性膠芽腫に有効であるとの研究もあり、手術・放射線・化学療法後に再発した多形性膠芽腫に対してボリノスタットを用いた場合の全生存中央期間は5.7ヶ月（同様の患者に対するそれ以前の試験では4～4.4ヶ月）であった。他の脳腫瘍に対する臨床試験（他剤併用）も予定されている。
進行非小細胞肺癌（NSCLC）に対するボリノスタット併用化学療法では、奏効率、無増悪生存期間、全生存期間のいずれも改善が見られたが、生存期間の延長は5%有意とはならなかった。
イダルビシンおよびシタラビンを併用した骨髄異形成症候群に対する第II相臨床試験の結果は良好であった。
日本においては、再発または難治性の皮膚T細胞性リンパ腫患者に対して第I相臨床試験で忍容性が確認された後、海外前期第II相試験（奏効率：24.2%（8/33））、海外後期第II相試験（奏効率：29.7%（22/74））の結果を受けて承認申請された。

## 前臨床研究
ボリノスタットはHIV感染患者の身体からウイルスを絶滅させることができるかもしれない。ボリノスタットはin vitro とin vivo の両方で、潜在性に感染したT細胞のウイルスに有効性を示した。
ボリノスタットはまたα1-アンチトリプシン欠損症や嚢胞性線維症における病態生理学的な変化に対してある程度の効果を示す。

## 副作用
治験での副作用発現率は、国内・海外を併せて93.8%の患者に副作用が見られた。主な副作用は全治験通算で、下痢（43.8%）、疲労・倦怠感（45.8%）、悪心（40.6%）、食欲不振（35.4%）、血小板減少症（31.3%）、味覚異常（25.0%）等であった。
重大な副作用としては、肺塞栓症（4.7%）、深部静脈血栓症（1.2%）、血小板減少症（25.8%海外治験の数値）、貧血（12.8%）、脱水症状（1.2%）、高血糖（4.7%）、腎不全（頻度不明）が添付文書に掲載されている。

## 効能・効果
皮膚T細胞性リンパ腫
皮膚以外の病変(内臓等)に対する有効性は確立していない。